# Malkara
Malkara loricata es una especie de araña araneomorfa de la familia Malkaridae. Es el único miembro del género monotípico Malkara. Es originaria de Chile y Argentina.